# Africa Maru
Africa Maru (あふりか丸|, Afurika Maru), também conhecido como SS Africa Maru, foi um navio mercante de passageiros e de carga do tipo paquete construído pela Mitsubishi Zosen Kaisha (nome completo em japonês: 三菱造船株式会社; romaniz.: Mitsubishi Zōsen Kabushiki Kaisha), em Nagasaki. A embarcação era de propriedade da Osaka Shosen Kaisha Line (OSK) (nome completo em japonês: 大阪商船株式会社; romaniz.: Osaka Shōsen Kabushiki Gaisha)  e foi utilizada, no começo de sua operação, na rota Hong Kong-Japão-Tacoma (Estados Unidos). Posteriormente, o vapor foi um dos que transportou imigrantes japoneses ao Brasil. Eram seus navios irmãos o Manila Maru, o Arabia Maru, o Arizona Maru, o Alabama Maru e o Hawaii Maru, os quais também tiveram o seu papel na imigração japonesa para o Brasil, com exceção do penúltimo. A palavra maru (em escrita japonesa kanji: 丸), que sempre aparece ao final das denominações das embarcações, é um sufixo japonês que a elas é adicionado exatamente para indicar que se trata de nomes navios.

## História

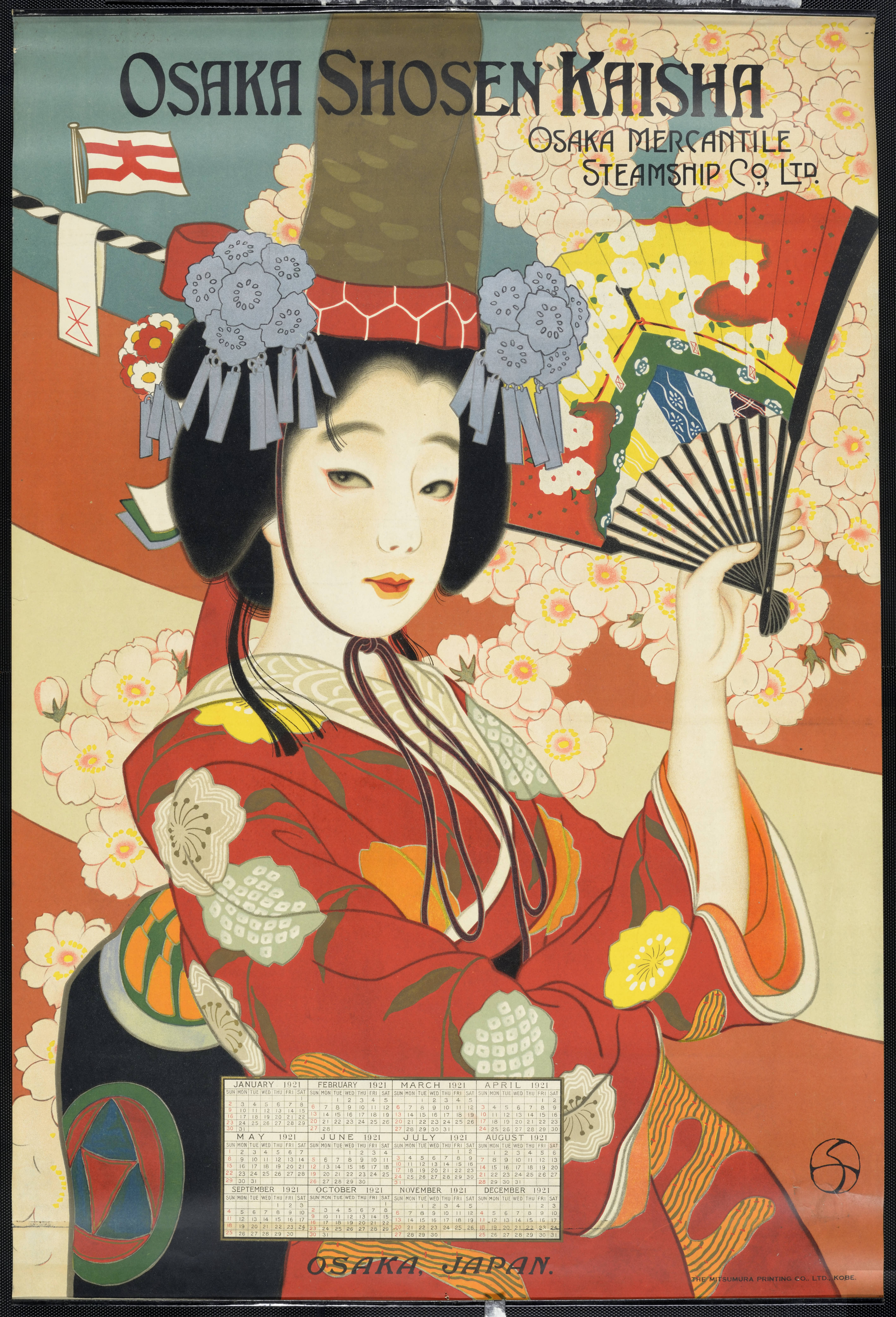
Cartaz da OSK (1921).

O paquete teve a sua construção iniciada em 12 de março de 1917, foi lançado ao mar e batizado como Africa Maru em 30 de janeiro de 1918, sendo finalizado e colocado em serviço aos 28 de fevereiro de 1918. Inicialmente, o vapor cumpria o itinerário Hong Kong-Japão-Tacoma (Estados Unidos), uma rota da Osaka Shosen Kaisha Line que levou muitos imigrantes japoneses à região Noroeste dos Estados Unidos e cujos portos de escala incluíam cidades como Xangai, Kobe, Yokkaichi, Shimizu, Yokohama, Victoria e Seattle. Em 1931, a OSK decidiu transferir o Africa Maru para uma linha marítima que ela operava na costa da África Oriental.

## Imigração
O navio foi utilizado no transporte de imigrantes japoneses para o Brasil entre 1932 e 1936. Antes dele, outros paquetes já haviam desempenhado esse papel, como os que conduziram as primeiras dez levas de japoneses ao Brasil, desde o porto de Kobe, como o Kasato Maru (18/06/1908), o Ryojun Maru (28/06/1910), o Kanagawa Maru (25/04/1912), Itsukushima Maru (29/04/1912), o Daini Unkai Maru (07/05/1913), o Wakasa Maru (15/05/1913, 28/10/1913 e 26/04/1914) e o Teikoku Maru (24/10/1913 e 11/05/1914). O Africa Maru aportou em Santos, trazendo imigrantes japoneses, também a partir do porto de Kobe, nas seguintes datas: 29/07/1932, 11/01/1933, 27/05/1933, 26/10/1933, 27/03/1934, 24/08/1934, 23/01/1935, 23/06/1935, 22/11/1935 e 20/09/1936. Após isso, o vapor regressou algumas outras vezes ao Brasil, contudo, para outras finalidades. Um exemplo disso foi o seu último registro no porto de Santos, em 27/07/1940, trazendo tão somente um passageiro sírio proveniente de Buenos Aires.

## Segunda Guerra Mundial
Com acirramento da Segunda Guerra Mundial na região do Pacífico, já às vésperas da entrada dos Estados Unidos no conflito (o que ocorreria após o ataque japonês à base naval de Pearl Harbor, em 7 de dezembro de 1941, marcando o recrudescimento da Guerra do Pacífico), o Africa Maru foi requisitado pela Marinha Imperial Japonesa em outubro de 1941, atuando como navio de apoio logístico no transporte de tropas e mantimentos. Nesse período, participou de diversas operações da Marinha Imperial Japonesa em regiões como Filipinas, Timor Português, Indonésia e Vietnã. No dia 9 de outubro de 1942, em sua última viagem, o vapor partiu de Saigon (atual Cidade de Ho Chi Minh, Vietnã), passando por Taiwan (Formosa), rumo ao porto de Moji, em Kitakyushu, e a Yokohama, transportando um carregamento de arroz e milho, 112 tripulantes e 38 passageiros, incluídos os sobreviventes do cargueiro Teibo Maru, embarcação que fora torpedeada pelo submarino USS Sargo (SS-188). Contudo, em 20 de outubro de 1942, o navio foi atingido, juntamente com o Yamafuji Maru, que o acompanhava, por um torpedo disparado pelo submarino norte-americano USS Finback (SS-230), no Mar da China Meridional, região do estreito entre Taiwan e China (localização: Latitude 24,26º N, Longitude 120,26º E). Permaneceu flutuando, mas, naufragou na manhã no dia 21 de outubro de 1942; o mesmo destino teve o vapor que lhe fizera companhia no comboio. Três tripulantes foram mortos em combate.
Após o final da Segunda Guerra Mundial, o fluxo de imigrantes japoneses, que havia sido interrompido por ela, foi restabelecido algum tempo depois. Sem embargo, no conflito o Japão perdeu um total de 686 embarcações navais e 2.346 mercantes (total de 3.032), que juntas somavam 1.965.646 toneladas e 8.618.109 toneladas, respectivamente (total de 10.583.755); assim sendo, devido à destruição de grande parte da frota naval japonesa, outros navios foram construídos para essa tarefa. Exemplicando esse fato, está a presença de um outro navio também batizado como Africa Maru (o que seria um Africa Maru II), pertencente à mesma OSK, que participou desse momento migratório do pós-guerra trazendo imigrantes japoneses ao Brasil entre 1953 e 1964. Naturalmente trata-se de outra embarcação, haja vista o afundamento e perda da anterior.